# Crassula deceptor
Crassula deceptor är en fetbladsväxtart som beskrevs av Selmar Schönland och Edmund Gilbert Baker. Crassula deceptor ingår i släktet krassulor, och familjen fetbladsväxter. Inga underarter finns listade i Catalogue of Life.

## Bildgalleri

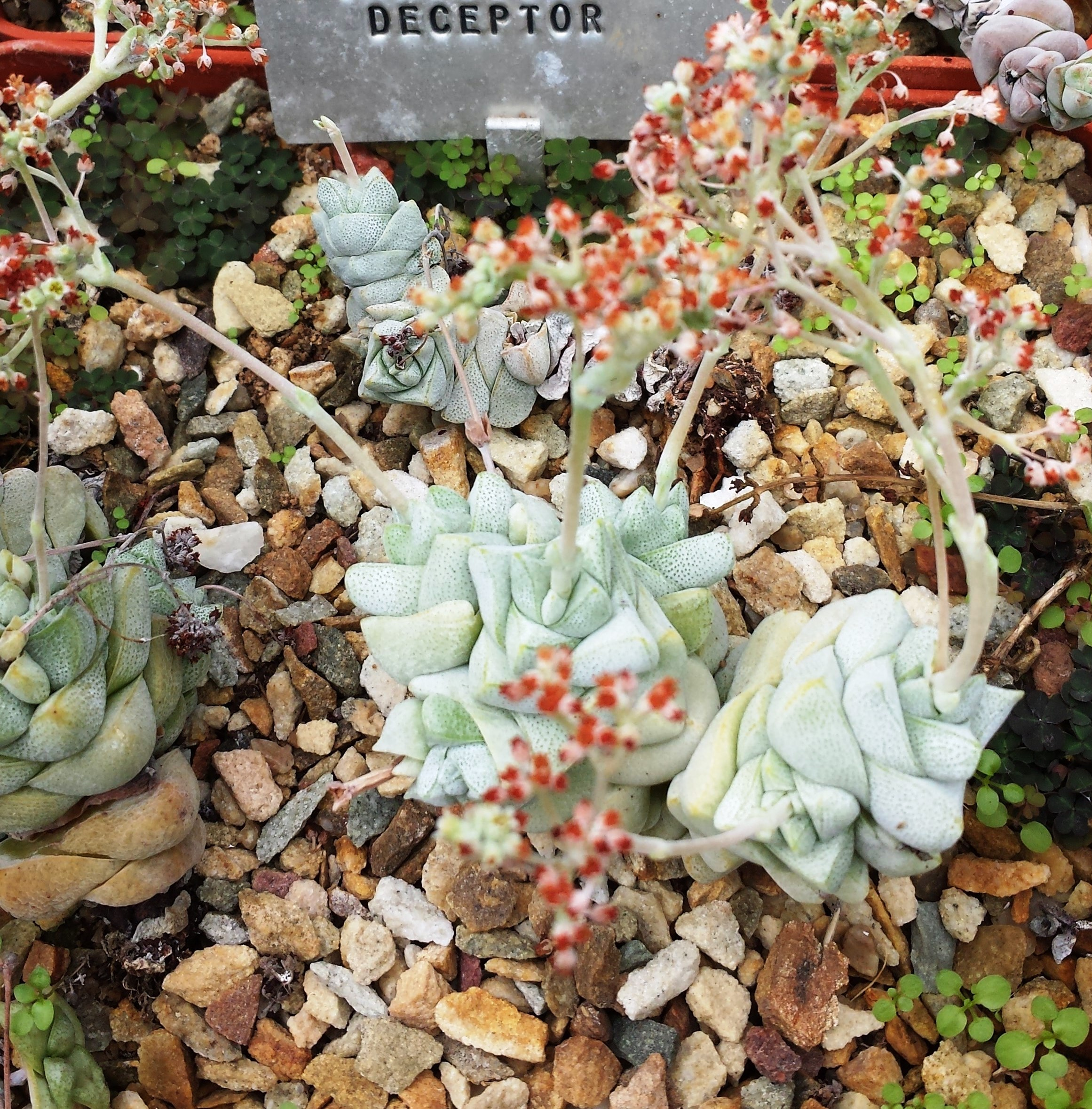
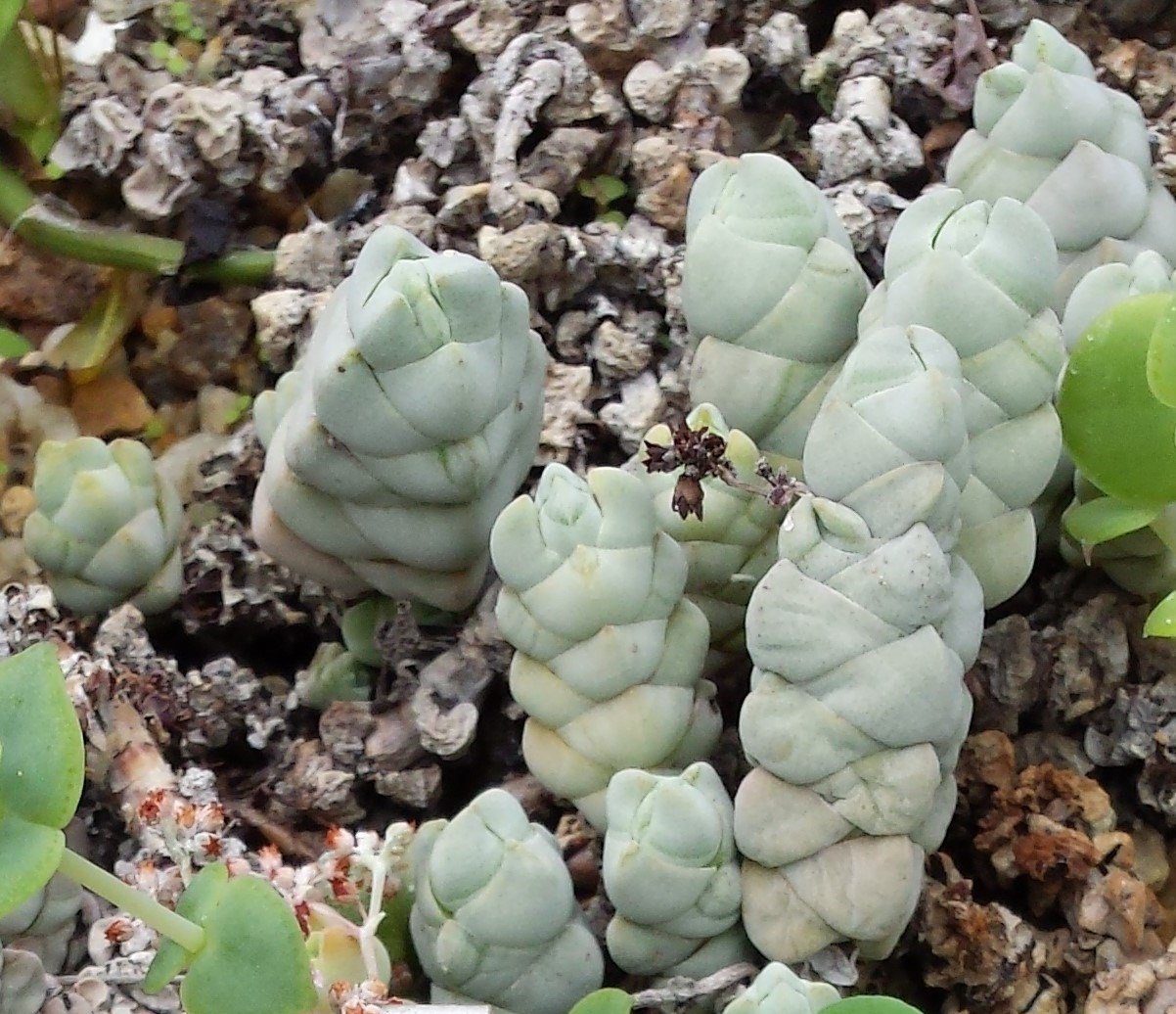
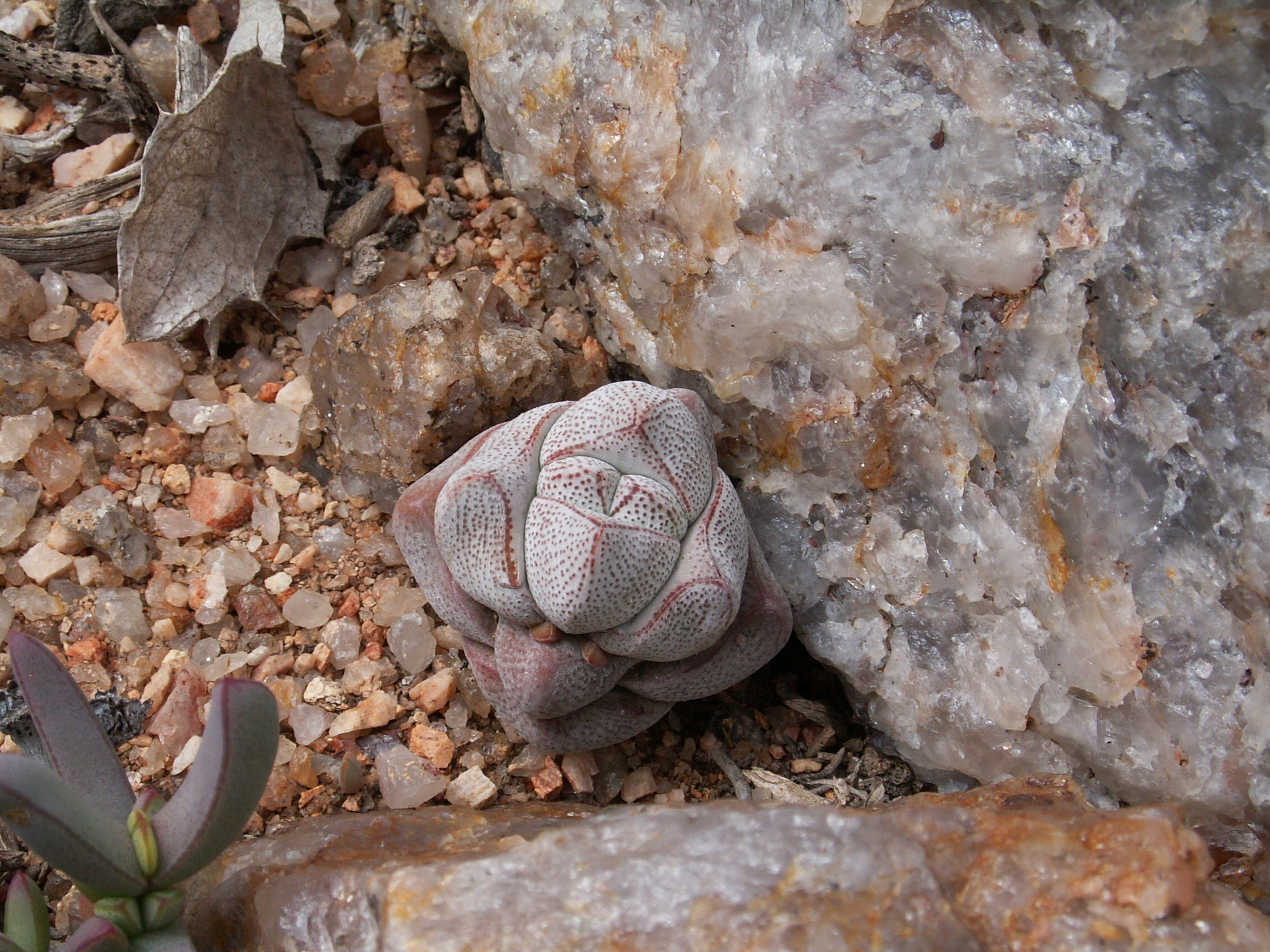
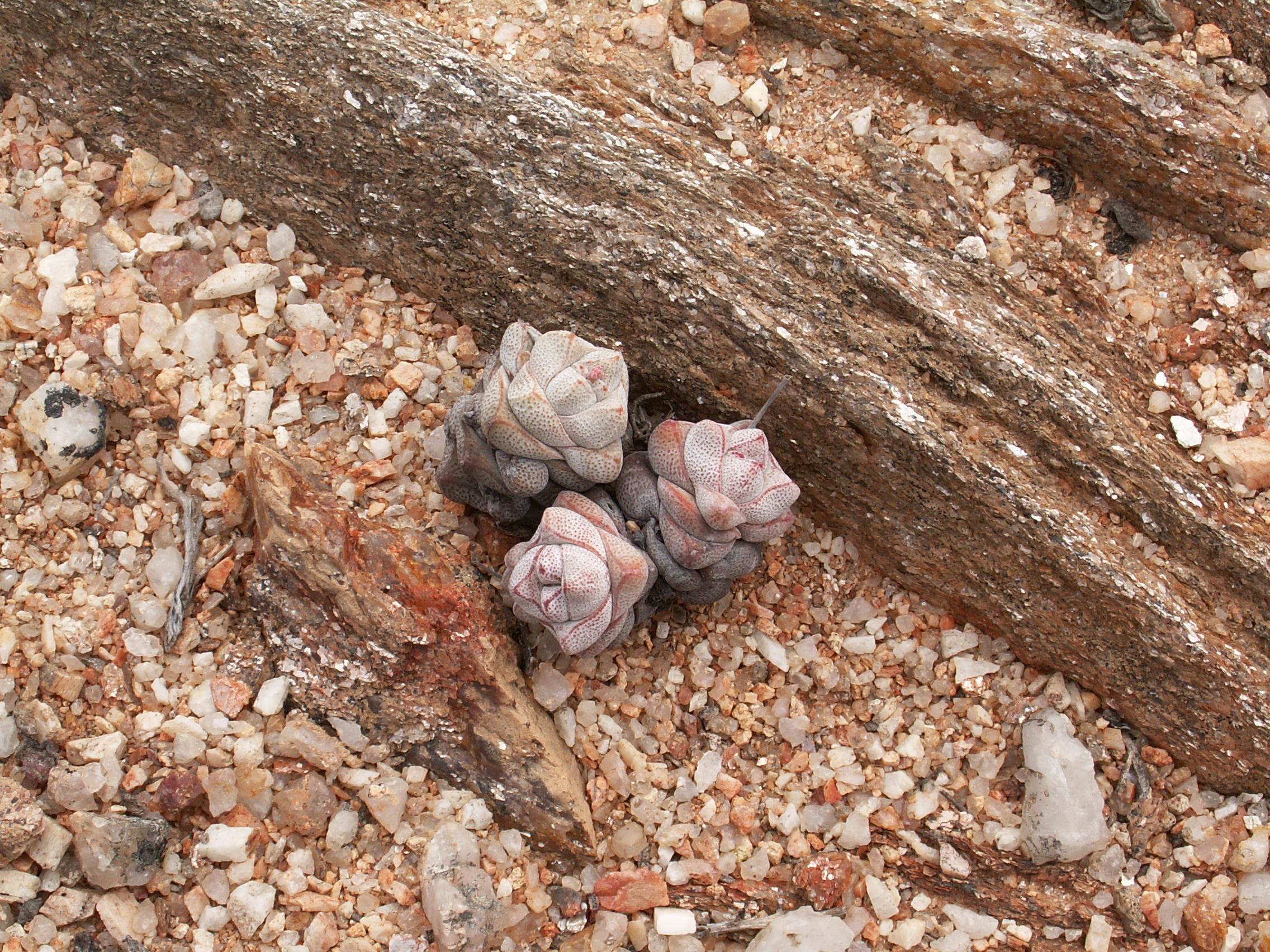
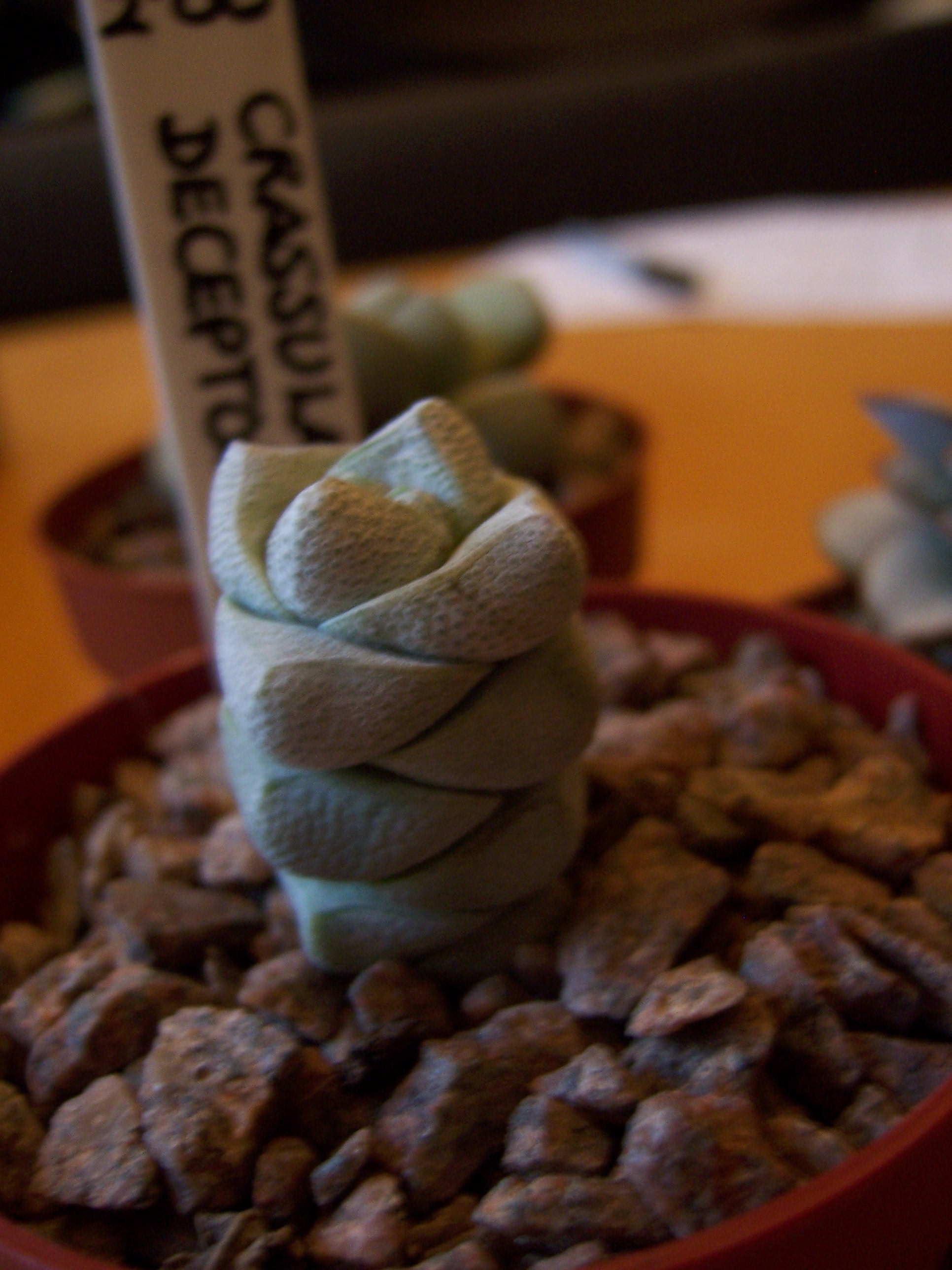